# Rubus parcifrondifer
Rubus parcifrondifer är en rosväxtart som beskrevs av Liberty Hyde Bailey. Rubus parcifrondifer ingår i släktet rubusar, och familjen rosväxter. Inga underarter finns listade i Catalogue of Life.